# Sam Esmail

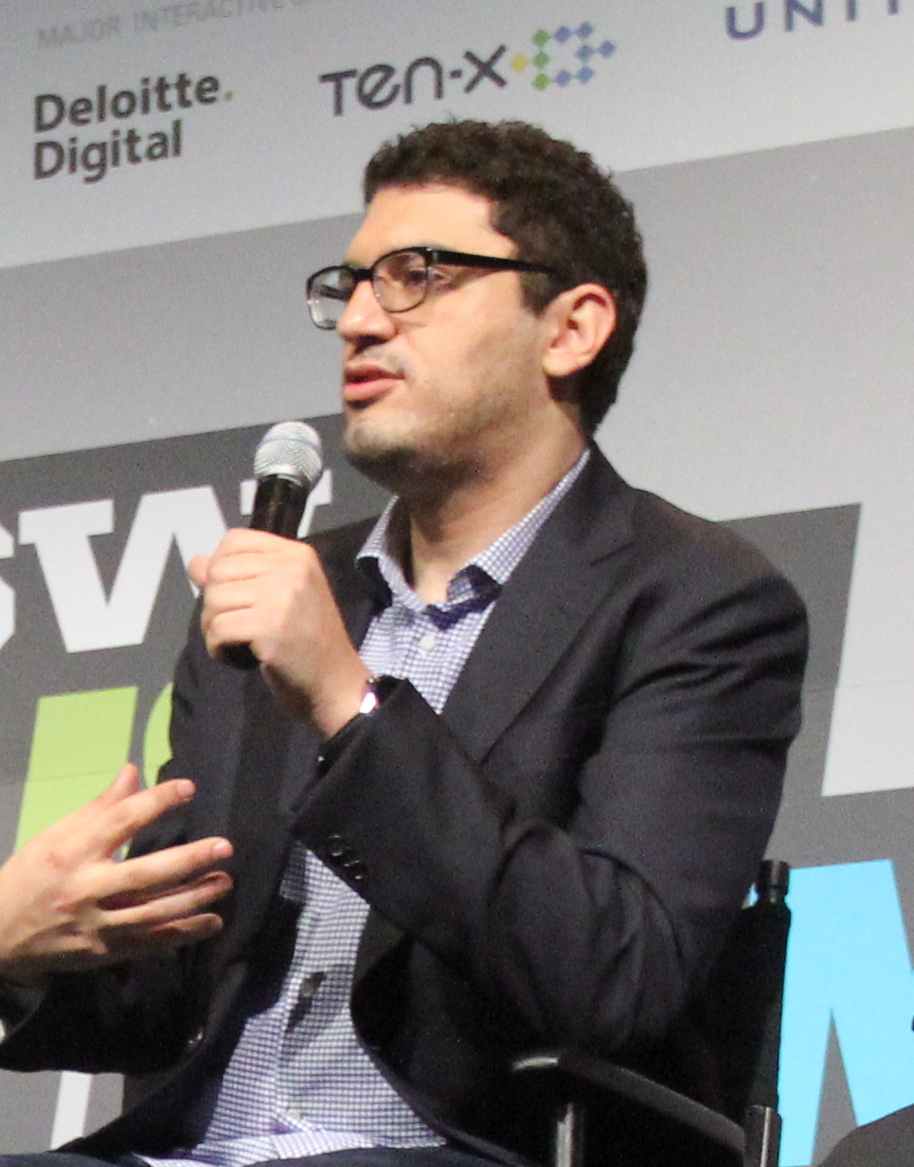
Sam Esmail (2016)

Sam Esmail (* 17. September 1977 in Hoboken, New Jersey) ist ein US-amerikanischer Drehbuchautor und Regisseur, der als Showrunner der Thriller-Fernsehserie Mr. Robot bekannt wurde.

## Leben
Sam Esmail wurde 1977 in Hoboken im US-Bundesstaat New Jersey geboren. Seine Familie stammt aus Ägypten. Esmail schreibt, dass er als Kind unter Zwangsstörungen litt und ihm später soziale Angststörungen diagnostiziert wurden. Er sei zudem als Nerd aufgewachsen und habe während seiner Collegezeit im Computerraum gearbeitet. Esmail besuchte die Tisch School of the Arts der New York University und erhielt 2004 am American Film Institute Conservatory, einer der weltbesten Filmhochschulen, seinen Master of Fine Arts.
2008 landete Esmails erstes Spielfilm-Drehbuch, Sequels, Remakes & Adaptations, auf der „Black List“, einer jährlich zusammengestellten Liste der beliebtesten unproduzierten Drehbücher der Filmwirtschaft. Ein Jahr später landete auch sein Drehbuch Norm the Movie auf der Black List. 2014 wurde das Regiedebüt von Esmail, Comet, auf dem amerikanischen Sender IFC veröffentlicht. Der Film wurde auf dem Los Angeles Film Festival als bester Film nominiert.
Esmail ist Schöpfer und Showrunner der Fernsehserie Mr. Robot, die zwischen 2015 und 2019 auf USA Network ausgestrahlt wurde. Die Fernsehserie folgt einem jungen Hacker mit Persönlichkeitsstörungen, der von dem mysteriösen Mr. Robot für eine anarchistische Hackergruppe rekrutiert wird, um die Weltwirtschaft ins Schwanken zu bringen. Als Inspiration dienten Esmail vor allem die Hackerkultur und der Arabische Frühling. Die Serie war ursprünglich als Film konzeptioniert und ist Esmails erste Arbeit für das Fernsehen. Die Serie hatte ihre Premiere auf dem South by Southwest Film Festival, wo sie den Zuschauerpreis gewann. Mr. Robot wurde noch vor der Ausstrahlung um eine zweite Staffel verlängert. Esmail erhielt von Universal Cable Productions einen umfassenden Vertrag im einstelligen Millionenbereich, unter dem er weiterhin als Showrunner für Mr. Robot arbeiten und weitere Fernsehserien für NBCUniversal entwickeln wird. Darunter die halbstündige Dramaserie Homecoming, von der Amazon 2017 zwei Staffeln bestellte. Die Serie mit den Hauptdarstellern Julia Roberts und Bobby Cannavale basiert auf dem gleichnamigen Podcast. Sein Thriller Leave the World Behind mit Julia Roberts, Ethan Hawke, Kevin Bacon, Mahershala Ali und Myha’la Herrold in den Hauptrollen, wurde im Dezember 2023 in das Programm von Netflix aufgenommen.
Esmail ist seit 2013 in einer Beziehung mit Emmy Rossum, die er bei seinem Film Comet kennen lernte. Im Mai 2017 heirateten sie.

## Filmografie
- 2014: Comet
- 2015–2019: Mr. Robot (Fernsehserie)
- 2018–2020: Homecoming (Fernsehserie)
- 2023: Leave the World Behind